# Laskarina Bouboulina
Laskarina Bouboulina (în greacă Λασκαρίνα Μπουμπουλίνα, pronunțat [laskaˈrina bubuˈlina]; n. 11 mai 1771, Constantinopol, Imperiul Otoman – d. 22 mai 1825, Spetses⁠(d), Administrația descentralizată a Atticii⁠(d), Grecia), cunoscută și sub numele de Bubulina, a fost o femeie comandant naval grec, eroină a Războiului de Independență al Greciei din 1821 și amiral al Marinei Imperiale Ruse.

## Primii ani
Bubulina s-a născut într-o închisoare din Constantinopol; ea provine din comunitatea arvanită (albaneză) de pe insula Hydra. Era fiica lui Stavrianos Pinotsis, un căpitan din insula Hydra, și al soției acestuia, Skevo. Otomanii îl închiseseră pe Pinotsis pentru participarea sa la Revolta Orlov din 1769-1770 împotriva dominației otomane. Ea s-a născut în timpul uneia dintre vizitele mamei ei la închisoare. Tatăl ei a murit curând după acel moment, iar mama și copilul s-au întors în insula Hydra. Ele s-au mutat în insula Spetses patru ani mai târziu, când mama ei s-a căsătorit cu Dimitrios Lazarou-Orlof. Bouboulina a avut opt frați vitregi.
Ea s-a căsătorit de două ori, prima oară cu Dimitrios Yiannouzas și mai târziu cu bogatul armator și căpitan de navă Dimitrios Bouboulis, luându-i numele de familie. Bouboulis a fost ucis în luptă împotriva piraților algerieni în 1811. Având vârsta de 40 de ani, Bouboulina i-a preluat averea și afacerile comerciale și a mai construit alte patru nave pe propria ei cheltuială, inclusiv marea navă de război Agamemnon.
În 1816, otomanii au încercat să confiște proprietățile Bouboulinei pentru că cel de-al doilea soț al ei luptase alături de ruși împotriva turcilor în Războaiele Ruso-Turce. Ea a călătorit la Constantinopol pentru a-l întâlni pe ambasadorul rus contele Pavel Stroganov și a-i cere protecția. În semn de recunoaștere a serviciilor aduse rușilor de către Bouboulis, Strogonov a trimis-o în siguranța în Crimeea. Ea s-a întâlnit, de asemenea, cu mama lui Mahmud al II-lea, care, după aceea, l-ar fi convins pe fiul ei să lase neatinsă averea Bouboulinei. După trei luni de exil în Crimeea, Bouboulina s-a întors la Spetses.

## Sprijinul acordat mișcării de independență
Se presupune că Bubulina s-a alăturat organizației Filiki Etaireia care pregătea declanșarea unei revoluții pentru eliberarea Greciei de sub dominația otomană. Ea ar fi fost una dintre puținele femei membre ale organizației, dar nu se află înscrisă în listele membrilor. A cumpărat arme și muniții pe propria ei cheltuială și le-a adus în secret pe navele ei la Spetses, pentru a lupta „pentru binele națiunii mele”. Construcția navei Agamemnon a fost terminată în anul 1820. Ea i-a mituit pe funcționarii turci să ignore mărimea navei, iar Agamemnon a devenit mai târziu una dintre cele mai mari nave de război ale rebelilor greci. A organizat, de asemenea, trupe înarmate proprii, compuse din locuitorii insulei Spetses. Ea și-a folosit o mare parte din avere pentru a-i aproviziona cu hrană și muniții pe marinarii și soldații aflați sub comanda ei.
Pe 13 martie 1821 Bouboulina a arborat pe catargul navei Agamemnon propriul ei steag grecesc, bazat pe steagul împăraților bizantini din dinastia Comnenilor. Populația insulei Spetses s-a revoltat pe 3 aprilie și mai târziu și-a unit forțele cu marinarii de pe navele ce proveneau de pe alte insule grecești. Bouboulina a navigat cu opt nave la Nafplion și a început o blocadă navală. Mai târziu, ea a luat parte la blocada navală și la eliberarea orașelor Monemvasia și Pylos. Fiul ei, Yiannis Yiannouzas, a murit în mai 1821 în bătălia de la Argos împotriva unui număr superior de militari otomani.
Ea a ajuns la Tripoli la timp pentru a asista la căderea orașului pe 11 septembrie 1821 și pentru a-l întâlni pe generalul Theodoros Kolokotronis. Copiii lor Eleni Boubouli și Panos Kolokotronis s-au căsătorit mai târziu. În perioada care a urmat înfrângerii garnizoanei otomane, Bouboulina a salvat o mare parte din femeile aflate în serviciul sultanului.

## După declararea independenței
Când facțiunile rivale au declanșat un război civil în 1824, guvernul grec a arestat-o pe Bouboulina din cauza legăturii ei de familie cu generalul Kolokotronis, ce fusese întemnițat anterior; guvernul a dispus, de asemenea, uciderea ginerelui ei. În cele din urmă ea a fost trimisă în exil la Spetses. Averea ei a fost cheltuită în războiul de independență.

## Moartea sa
Laskarina Bouboulina a fost ucisă în 1825 în urma unui conflict de familie ce a avut loc în Spetses. Fiica familiei Koutsis și fiul Bouboulinei, Gheorghios Yiannouzas, fugiseră împreună. Plecat în căutarea ei, tatăl fetei, Christodoulos Koutsis, a mers la casa Bouboulinei cu câțiva membri înarmați ai familiei sale. Înfuriată, Bouboulina i-a înfruntat de la balcon. După o ceartă cu Christodoulos Koutsis, cineva a împușcat-o. Ea a fost lovită de un glonț în frunte și ucisă instantaneu; criminalul nu a fost identificat.

## Moștenire

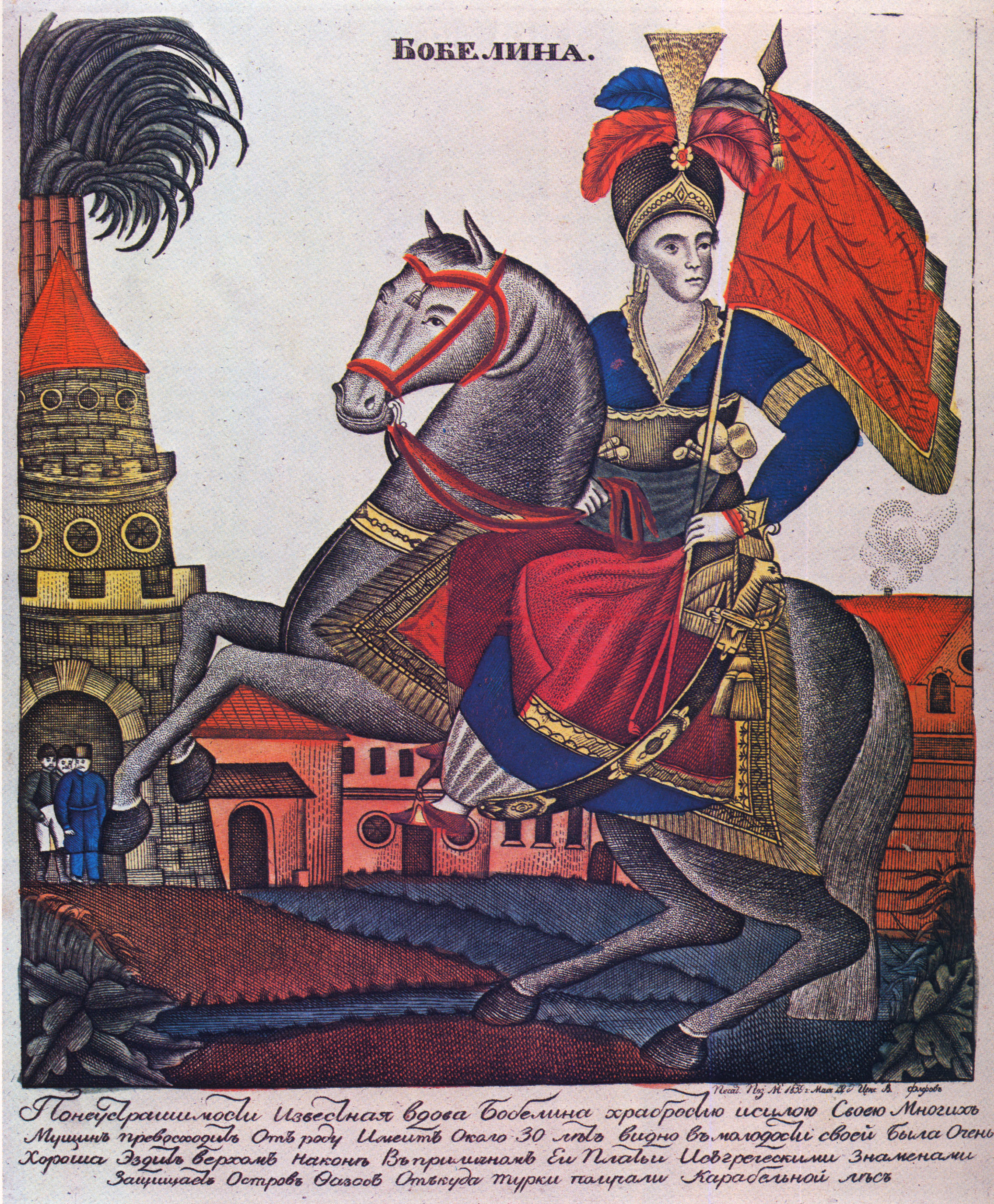
„Bobelina”. Lubok rus din secolul al XIX-Lea.

După moartea ei, împăratul Alexandru I al Rusiei a acordat Bubulinei gradul onorific de Amiral al Marinei Ruse, făcând-o, până de curând, singura femeie din istoria navală care a deținut acest titlu. Descendenții ei au vândut nava Agamemnon statului elen, care a redenumit-o Spetsai. Ea a fost incendiată de către Andreas Miaoulis, împreună cu fregata Hellas și cu corveta Hydra, în baza navală Poros, în următorul război civil grec din 1831.
„Muzeul Bouboulina” de pe insula Spetses este găzduit într-un conac vechi de 300 de ani ce a aparținut celui de-al doilea soț al Bouboulinei, în care urmașii ei continuă să locuiască încă. O statuie se află în portul de pe insula Spetses. Mai multe străzi din Grecia și Cipru sunt numite în onoarea ei, printre care Strada Bouboulina aflată în centrul Atenei în apropiere de Universitatea Tehnică Națională (Polytechnion) și de Muzeul Național de Arheologie, precum și în Pireu și Nicosia.

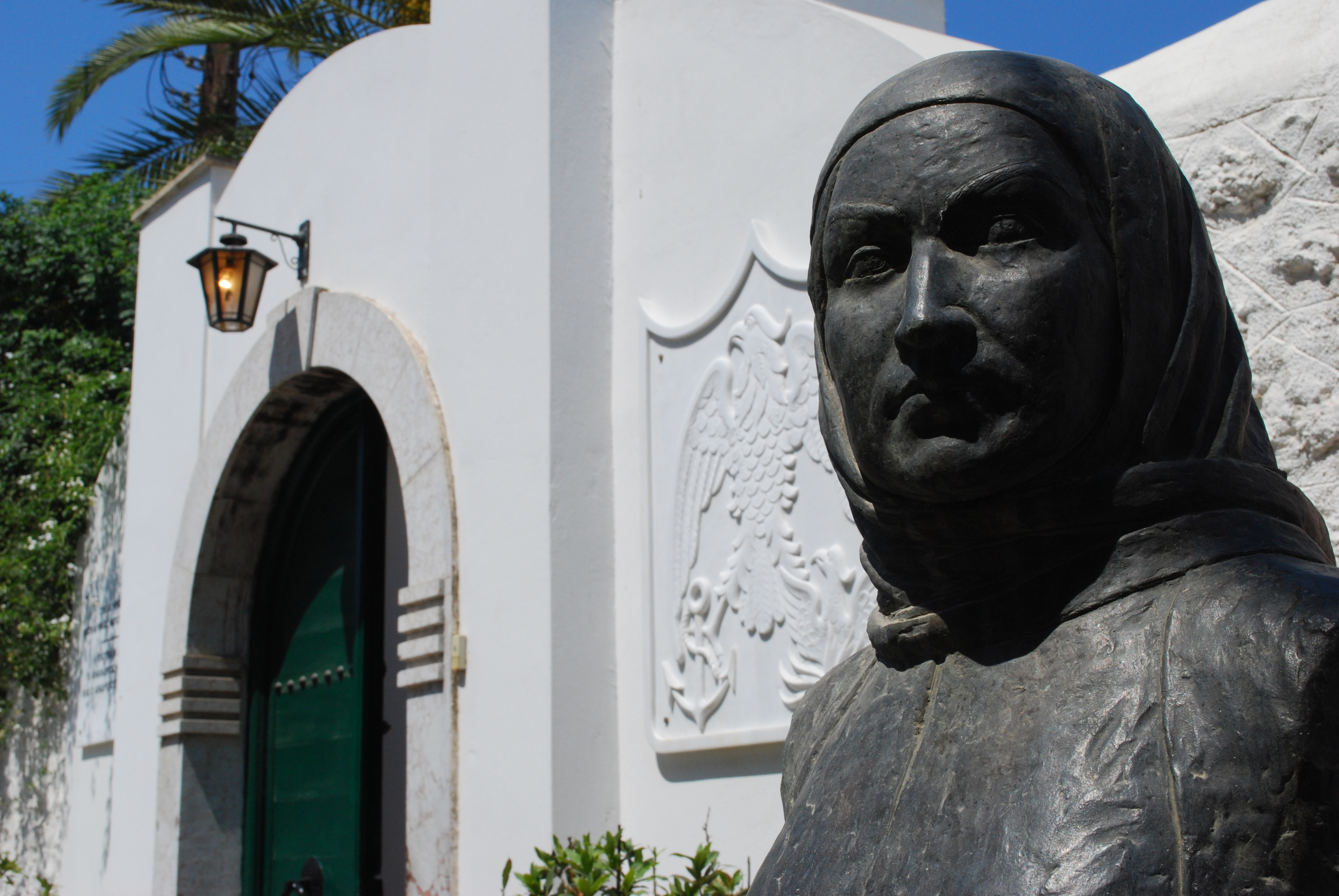
Statuia Bubulinei din Spetses

Bouboulina a fost reprezentată pe reversul bancnotei grecești de 50 de drahme din 1978 și pe reversul monedei grecești de 1 drahmă din 1988-2001.
Un film de ficțiune grec, Bouboulina, a fost produs în 1959, scenarizat și regizat de Kostas Andritsos și având-o în rolul titular pe Irene Papas.
Ego Y Laskarina, o piesă de teatru având-o în rolul principal pe actrița greacă Mimi Denisi (el) a fost pusă în scenă în 1999.
Un film documentar intitulat The Brave Stepped Back: The Life and Times of Laskarina Bouboulina a fost realizat despre ea în 2005 și prezentat la Armata Festival din Spetses, Grecia.